# Sabella membranacea
Sabella membranacea är en ringmaskart som beskrevs av Armand-Marie-Vincent-Joseph Renier 1804. Sabella membranacea ingår i släktet Sabella och familjen Sabellidae. Inga underarter finns listade i Catalogue of Life.